# Poznański Przegląd Nowości Wydawniczych

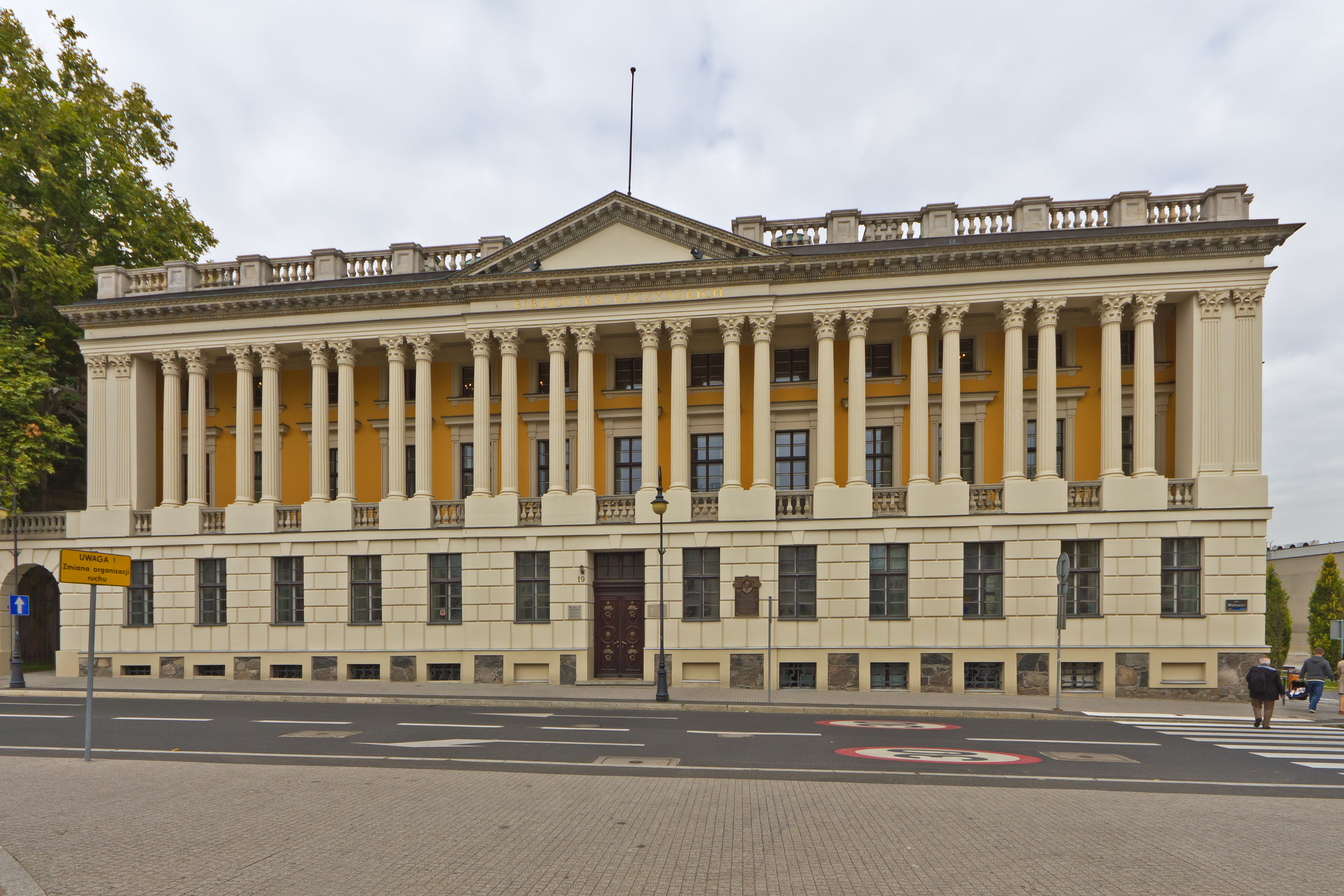
Historyczny gmach Biblioteki Raczyńskich

Poznański Przegląd Nowości Wydawniczych – odbywająca się co kwartał w historycznym gmachu Biblioteki Raczyńskich w Poznaniu prezentacja nowych publikacji książkowych pod postacią wystawy, połączona z przyznaniem nagrody literackiej. Pierwszy przegląd zorganizowano jesienią 1993 roku z inicjatywy Janusza Dembskiego.
Według organizatorów wystawa ma na celu promocję literatury pięknej i popularnonaukowej; nowości wydawnicze są podzielone na takie działy, jak historia, nauki społeczne, literatura itp. Nagrody w postaci dyplomów przyznaje jury. Osobne wyróżnienia otrzymują wydawcy za wyjątkowe pod względem estetycznym wydania książek. Przeglądowi towarzyszy wystawa sztuk wizualnych (fotografie, obrazy, grafiki itp.).
Według portalu kulturalnego culture.pl jest to jedna z ważniejszych nagród literackich, ustanowionych w Polsce po 1990 roku.